# Estatuto de Autonomía del País Vasco de 1936

Ikurriña adoptada por el Gobierno Provisional del País Vasco, formado tras la aprobación de Estatuto de Autonomía de 1936 bajo la presidencia de José Antonio Aguirre.

El Estatuto de Autonomía del País Vasco de 1936 fue una ley aprobada por las Cortes de la Segunda República Española el 1 de octubre de 1936 en Valencia, ya comenzada la guerra civil y sin la participación de Navarra, y después de un largo y complicado proceso iniciado en 1931. Tras la aprobación del Estatuto, se formó el primer Gobierno autónomo, del 7 de octubre de 1936 al 30 de marzo de 1937. Este Gobierno de Euzkadi fue presidido por José Antonio Aguirre, del Partido Nacionalista Vasco, y contó con participación de representantes del PSOE, PCE, Acción Nacionalista Vasca, Izquierda Republicana y Unión Republicana.

## Historia

### El Estatuto de Estella
Proclamada la República Española, el País Vasco y Navarra iniciaron el proceso para la consecución de un estatuto de autonomía conjunto muy pronto. La primera propuesta fue una iniciativa de los alcaldes del Partido Nacionalista Vasco, que, a principios de mayo de 1931, encargaron a la Sociedad de Estudios Vascos (SEV) la redacción de un anteproyecto de Estatuto General del Estado Vasco (o Euskadi), que incluiría Vizcaya, Álava, Guipúzcoa y Navarra. El resultado fue un intento de síntesis entre el foralismo tradicional y la estructura de los modernos Estados federales que no contentó a nadie. Mes y medio después, una asamblea de los ayuntamientos vasconavarros, reunidos en Estella el 14 de junio, aprobó un Proyecto de Estatuto Vasco-Navarro más conservador y nacionalista que el de la SEV; en esencia, se basaba en el restablecimiento de los fueros vascos sometidos a la Constitución por la Ley de Confirmación de Fueros de 1839, junto con la Ley Paccionada Navarra de 1841.
El Estatuto de Estella fue presentado el 22 de septiembre de 1931 a las Cortes Constituyentes por una delegación de alcaldes. Sin embargo, no fue tomado en consideración, porque el proyecto se situaba claramente al margen de Constitución que se estaba debatiendo; entre otras cosas, por su concepción federalista y por la declaración de confesionalidad del «Estado vasco» (que podría negociar por ello un concordato particular con el Vaticano), además de que no reconocía derechos políticos plenos a los inmigrantes españoles con menos de diez años de residencia en Euskadi. Así, el Estatuto se reservaba competencias sobre materias religiosas.

### El «Estatuto de las Gestoras» y el referéndum de 1933
En diciembre de 1931, las Cortes encargaron a las Comisiones Gestoras provisionales de las Diputaciones para que elaboraran un nuevo proyecto de estatuto. Estas habían sido designadas por los gobernadores civiles respectivos para sustituir a los equipos monárquicos, y en ellas tenían mayoría los republicanos y socialistas. Al final, el Estatuto fue consensuado con el PNV, que se había distanciado de la Comunión Tradicionalista carlista. Una Asamblea de Ayuntamientos celebrada en Pamplona en junio de 1932 aprobó el proyecto, pero los carlistas lo rechazaron; por lo que, al tener la mayoría en Navarra, dejaron fuera del ámbito de la futura «región autónoma» a este territorio. Ello obligó a una nueva redacción del proyecto y a un nuevo retraso, también debido a que el Gobierno de Azaña no situó al Estatuto vasco entre sus prioridades, ya que los republicanos de izquierda y los socialistas se oponían al nacionalismo vasco, como lo demostraron los enfrentamientos callejeros entre jóvenes nacionalistas y socialistas.

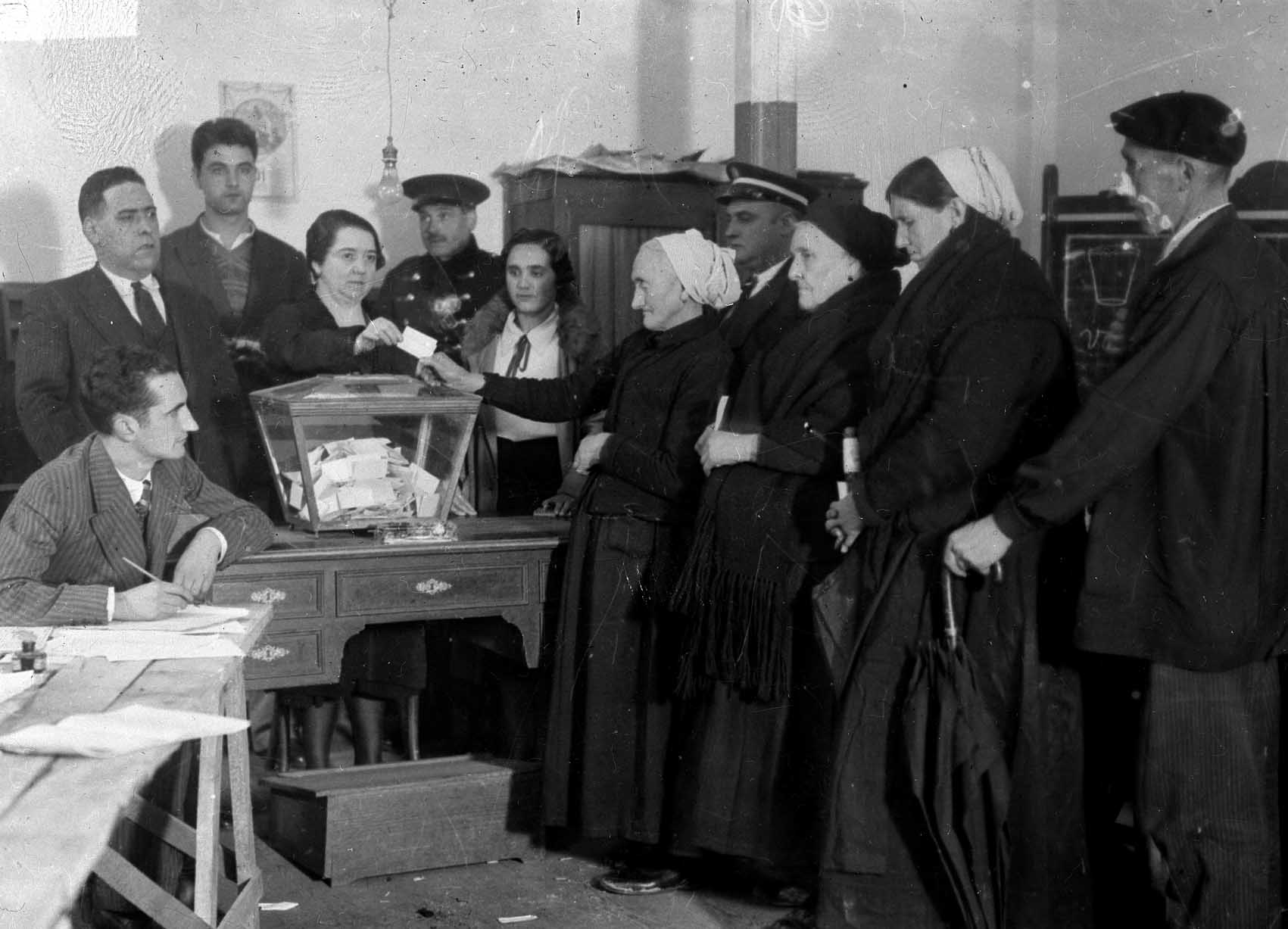
Referéndum autonómico del 5 de noviembre de 1933, en Éibar, para la aprobación de un nuevo texto de estatuto.

Un nuevo obstáculo se planteó cuando, al realizarse el preceptivo referéndum sobre el «Estatuto de las Gestoras» el 5 de noviembre de 1933, en plena campaña para las elecciones a Cortes, los votos favorables en Álava no alcanzaron la mayoría del censo, de nuevo por la oposición de los carlistas (Álava era una provincia que, como Navarra, tenía una menor identidad nacionalista vasca debido a la fuerte implantación del carlismo).
El 23 de diciembre de 1933 la prensa informaba de la entrega de un lujoso ejemplar del nuevo Estatuto vasco al Presidente de la República Niceto Alcalá-Zamora. La entrega la realizó el comité gestor del estatuto, acompañado de los presidentes de las diputaciones y de los diputados a Cortes de las provincias vascas. Hizo entrega el alcalde de San Sebastián, pronunciando un breve discurso. Alcalá-Zamora dijo "que recogía con todo cariño las aspiraciones del País Vasco" y que sería un valedor para convertirlas en realidad.

### La paralización del proceso
El nuevo presidente del Gobierno salido de las elecciones de noviembre, el republicano radical Alejandro Lerroux, ofreció el apoyo al Estatuto de las Gestoras a cambio de la colaboración de los diputados del PNV. Pero la CEDA, el aliado principal de Lerroux, se opuso a esta iniciativa.
La paralización definitiva del proceso de aprobación del Estatuto del País Vasco se produjo en febrero de 1934, cuando un diputado tradicionalista vasco planteó la exclusión de Álava de la autonomía vasca. Alegaba que allí no se había alcanzado la mayoría necesaria (el 50%) en el referéndum celebrado el 3 de noviembre de 1933 (precisamente por la oposición de los carlistas al estatuto). El 12 de junio, los diputados del PNV se retiraron de las Cortes como protesta por la paralización de los trámites y en solidaridad con la Esquerra Republicana de Cataluña (ERC), que también había retirado los suyos después del que el Tribunal de Garantías Constitucionales anulase la Ley de Contratos de Cultivo aprobada por el Parlamento catalán.

### La reanudación del proceso en 1936
En las elecciones de febrero de 1936, el PNV rechazó presentarse en coalición con la CEDA y las derechas —la «unión de los católicos» propuesta por la jerarquía eclesiástica—, debido a su oposición a la autonomía vasca y a la de cualquier «región» española. El rechazo provocó duros ataques contra el PNV por parte de la prensa conservadora y tradicionalista, que llegó a poner en cuestión su catolicismo; los partidos del bloque contrarrevolucionario lo incluyeron entre «los enemigos de la Cruz y de la Patria». Tampoco aceptó formar parte del Frente Nacional Vasco por la independencia, propuesto por el semanario Jagi-Jagi al PNV y a Acción Nacionalista Vasca; este último partido se incorporó a la candidatura del Frente Popular, cuyo lema en el País Vasco fue: «Amnistía, Estatuto, ni un desahucio más». Así, el PNV se presentó en solitario con el eslogan: «¡Por la civilización cristiana, por la libertad de la patria [vasca] y por la justicia social!».
A diferencia de la polarización que se produjo en el resto de España, el centro político representado por el PNV no se hundió en las elecciones, sino que mantuvo los buenos resultados de las de 1933. De este modo, siguió siendo la fuerza mayoritaria en el País Vasco con nueve diputados, frente a los siete del Frente Popular y uno, por Álava, del bloque de derechas encabezado por la Comunión Tradicionalista; que, en cambio, copó los siete escaños que correspondían a Navarra. Así pues, de las elecciones de febrero de 1936 surgió un «triángulo político» formado por el PNV de José Antonio Aguirre, mayoritario en la provincia de Vizcaya y en Guipúzcoa; el Frente Popular, encabezado por el socialista Indalecio Prieto, mayoritario en Bilbao; y la Comunión Tradicionalista, encabezada por José Luis Oriol, mayoritaria en Álava, y que había anunciado que organizaría un levantamiento armado si perdía las elecciones.
Tras la formación del Gobierno del Frente Popular, Prieto y Aguirre acordaron reanudar el debate parlamentario del proyecto de estatuto, que había quedado paralizado durante el «Bienio Conservador», y resolver al mismo tiempo la cuestión de Álava, que había sido utilizada por las derechas para obstaculizar su tramitación en las Cortes. La Comisión de Estatutos, presidida por Prieto, propuso un proyecto con pocos artículos, que el PNV aceptó. En julio de 1936 estaba previsto que pasara al pleno de la Cámara, pero el día 18 se produjo la sublevación militar que daría inicio a la guerra civil.
El PNV no se sumó al alzamiento y se mantuvo fiel a la República, a pesar de no formar parte del Frente Popular ni de ser un partido confesional católico. Esto le recordaron los obispos de Vitoria y de Pamplona, que, en una pastoral del 6 de agosto, declararon ilícita (Non licet) la unión de los nacionalistas vascos con los republicanos y los socialistas. Tras la entrada de las tropas sublevadas en San Sebastián en el mes de septiembre —el golpe había triunfado tanto en Álava como en Navarra el 19 de julio—, el PNV entró a formar parte del Gobierno del Frente Popular, a cambio de la inmediata promulgación del Estatuto. Así, el peneuvista Manuel de Irujo fue nombrado ministro sin cartera del Gobierno del socialista Francisco Largo Caballero, y las Cortes aprobaron el proyecto.

## Contenido
La referencia del Estatuto vasco de 1936 fue el Estatuto de Autonomía de Cataluña de 1932. Como en el caso catalán, se creaba una «región autónoma», formada por las provincias de Álava, Guipúzcoa y Vizcaya —aunque, de hecho, solo estuvo vigente en Vizcaya y en la mitad occidental de Guipúzcoa; pues, en octubre de 1936, el resto del territorio vasco formaba parte de la zona sublevada—, y se delimitaban las competencias que correspondían a aquella y las que correspondían al Estado, respetándose el régimen de concierto económico para la Hacienda autónoma. La nueva región autónoma contaría también con un Gobierno y un Parlamento propios.
Respecto del Estatuto plebiscitado en noviembre de 1933, era mucho más corto —constaba de catorce artículos agrupados en cinco títulos: disposiciones generales, extensión de la autonomía, organización del País Vasco— y presentaba dos novedades importantes: ni se hacía referencia a la futura integración de Navarra ni a la reintegración foral.

## Aplicación: el Gobierno de Aguirre y el «oasis vasco» (octubre de 1936-junio de 1937)
Ante la imposibilidad de celebrar elecciones al Parlamento vasco, se estableció en una disposición transitoria del Estatuto que el primer presidente del Gobierno vasco sería nombrado por los concejales de los ayuntamientos no ocupados por los franquistas. Así fue como el 7 de octubre, en la Casa de Juntas de Guernica, resultó elegido lendakari por unanimidad José Antonio Aguirre, el líder del PNV. Aguirre formó inmediatamente un Gobierno en el que los nacionalistas vascos ocuparon las principales consejerías —Defensa (de la que se hizo cargo el propio Aguirre), Justicia y Cultura, Gobernación y Hacienda— y el resto los partidos del Frente Popular —PSOE, Izquierda Republicana, Unión Republicana, Acción Nacionalista Vasca y Partido Comunista de Euskadi—. Quedó fuera la CNT por el veto del PNV. En realidad, fue un Gobierno presidencialista, ya que Aguirre concentró muchos poderes, al ser al mismo tiempo lendakari y consejero de Defensa, en un momento en que la prioridad era la guerra.
La moderación del Gobierno vasco quedó patente en el programa político que hizo público y que reflejaba la hegemonía nacionalista vasca. Se hacía hincapié en el respeto a la libertad religiosa y en la garantía de la seguridad del clero, lo que no estaba sucediendo en absoluto en el resto de la zona republicana. Para el mantenimiento del orden público, se creaba la policía foral (Ertzaña), los presos quedaban sometidos a la jurisdicción ordinaria y se protegía la pequeña y mediana propiedad. Además, se establecía la cooficialidad del euskera y el fomento de las «características nacionales del pueblo vasco». Por otro lado, se creó el Euzko Gudarostea (Ejército vasco), bajo el control directo de Aguirre y del PNV, que no se unificó con el resto de milicias de partidos y de sindicatos. En consecuencia, la situación política y social del País Vasco republicano fue completamente diferente a la del resto de la zona republicana, ya que allí se respetó a la Iglesia católica; no hubo revolución social, ni «checas» ni tribunales actuando al margen de la ley; y existió, además, un pluralismo político mucho mayor. Por eso se habló del «oasis vasco».
En el momento en que Aguirre fue nombrado lendakari, el frente se había estabilizado y así permaneció hasta marzo de 1937, cuando las tropas franquistas reanudaron su ofensiva. En esos seis meses, el Gobierno de Aguirre construyó una administración propia que absorbió casi todas las competencias del Estado —y también de las diputaciones forales y de los municipios—, gracias al aislamiento del País Vasco de la zona principal que había permanecido fiel a la República, pero también debido al deseo del PNV de crear un Estado vasco. Así, como ha destacado el historiador José Luis de la Granja,

[…] de octubre de 1936 a junio de 1937, el Gobierno de Aguirre transformó lo que era un Estatuto de mínimos en una autonomía de máximos y convirtió a Euskadi, que nació entonces por primera vez en la historia como entidad jurídico-política, en un pequeño Estado semi-independiente con todos sus atributos: mantuvo relaciones exteriores a través de sus delegaciones en el extranjero, sobre todo en Francia y Gran Bretaña; formó el ejército regular de Euskadi, con unos 40.000 soldados encuadrados en 90 batallones de partidos y sindicatos, mandado políticamente (e incluso militarmente en mayo de 1937) por Aguirre como consejero de Defensa; acuñó moneda y expidió pasaportes; reorganizó la justicia, con la Audiencia Territorial, el Tribunal Popular y el Tribunal Militar de Euskadi, y concedió indultos; creó la Universidad vasca y numerosos organismos de todo tipo, según consta en el voluminoso Diario Oficial del País Vasco (Bilbao, 1936-1937).

El 19 de junio de 1937, las tropas franquistas tomaban Bilbao. Cuatro días más tarde, el general Franco derogaba los conciertos económicos de Vizcaya y de Guipúzcoa como castigo por no haberse sumado a la sublevación, mientras confirmaba el de Álava y el Convenio de Navarra. A finales de junio caían los últimos reductos vascos que todavía resistían el avance franquista, finalizando la guerra en suelo vasco el primer día de julio. Los batallones del PNV abandonaron la lucha y se rindieron en Santoña en agosto, mientras que los milicianos vascos socialistas y anarquistas continuaron combatiendo en Santander y en Asturias hasta su caída en octubre de 1937.